# 5-氯甲基糠醛
5-氯甲基糠醛是一种有机化合物，化学式为C4H2O(CH2Cl)CHO，它是无色液体。普通的丁腈手套不能防护5-氯甲基糠醛，它会透过手套并将皮肤染色。
它可由5-羟甲基糠醛和氯化氢反应制得。在钯催化下，它可以被氢气还原为5-甲基糠醛。